# پروتئین دی‌ان‌ای-پیوند

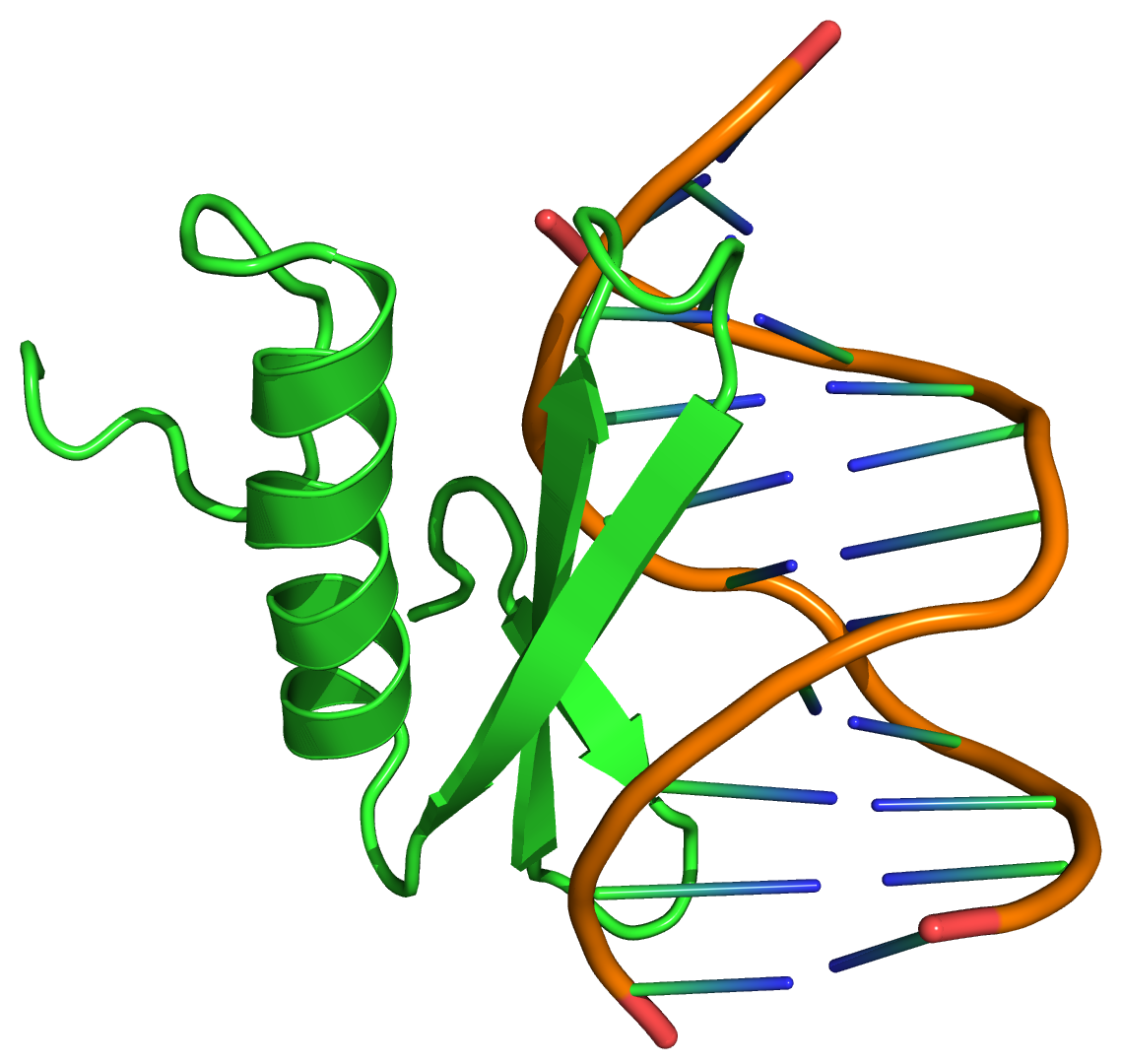
ساختار NMR دامنه اتصال GCC-BOX EREBP (سبز) کمپلکس شده با DNA (قهوه ای) بر اساسPDB

ئین دی‌ان‌ای-پیوند به پروتئین‌هایی می‌گویند که دارای بخش‌های دی‌ان‌ای-پیوند می‌باشند، از این رو کشش ویژه‌ای برای پیوند با دی‌ان‌ای تک‌رشته‌ای یا دورشته‌ای دارند. راه‌اندازها نمونه‌ای از پروتئین‌های دی‌ان‌ای-پیوند می‌باشند.